# Ponte Guerrieri
Il ponte Guerrieri è un viadotto stradale posto sulla strada statale 115 Sud Occidentale Sicula.
Il ponte passa a sud dell'abitato di Modica e unisce due dei quartieri collinari della città, il quartiere Sorda e il quartiere Dente, scavalcando la profonda gola che li divide ove scorre la fiumara di Modica.
Fu inaugurato dall'ANAS nel 1967 nell'ambito dell'ammodernamento della vecchia SS 115. Il viadotto, al tempo della sua costruzione e per molti anni ancora ebbe il primato di più alto viadotto stradale d'Europa.

## Caratteristiche
Il viadotto costituisce una struttura isostatica che raggiunge la lunghezza di 538 metri e un'altezza massima sul fondovalle di 134 metri. Le undici sezioni poggiano su 10 piloni in calcestruzzo sormontati da cantilevers ad eccezione dei tre che insistono sulla linea ferroviaria.
L'opera è stata dedicata all'avvocato Emanuele Guerrieri, di Modica, deputato all'Assemblea Costituente nel 1946 e successivamente sempre rieletto fino al maggio del 1963. L'onorevole Guerrieri fu uno dei primi ideatori e convinto sostenitore dell'utilità del viadotto la cui edificazione ebbe però una fase iniziale molto discussa.